# Dotfuscator
Dotfuscator là một hệ thống sau biên dịch phát triển cho các ứng dụng.NET do PreEmptive Solutions phát triển. Nó phân tích các ứng dụng và làm cho chúng nhỏ hơn, nhanh hơn và khó khăn hơn để dịch ngược. Các kỹ thuật được sử dụng bởi Dotfuscator bao gồm đổi tên (thay thế định danh có ý nghĩa với những cái tên vô nghĩa ngắn), "quá tải cảm ứng" (đổi tên nhiều phương pháp để cùng tên, dựa vào độ phân giải quá tải để chọn đúng nghĩa); thay đổi dòng điều khiển, và mã hóa xâu ký tự. Dotfuscator cũng cung cấp tính năng cắt tỉa, liên kết, và watermarking.
Phương pháp Dotfuscator của "quá tải cảm ứng" đã được cấp bằng sáng chế và cũng được sử dụng trong ngôn ngữ Java obfuscator preemptive của, DashO.
Như với các kỹ năng mã hóa phần mềm khác, Dotfuscator làm cho khó ăn cắp phần mềm hơn, nhưng nó ko hỗ trợ bảo vệ phần mềm một cách hoàn toàn.